# John Hadley
John Hadley (Enfield Chase, Hertfordshire, Anglia, 1682. április 16. – East Barnet, Hertfordshire, 1744. február 14.) angol matematikus, csillagász.

## Munkássága
Isaac Newton a távcsövében gömbtükröt alkalmazott, de tudatában volt annak, hogy egy parabolikus tükör jobb eredményt adna. 1720 körül John Hadley a fivérei, George és Henry segítségével készített ilyen parabolikus tükröt 15 cm átmérővel, aminek a fókusztávolsága 157 cm volt. A Royal Society számára 1721-ben mutatta be ezt a távcsövet. Később több hasonló távcsövet készített.
Hadley másik sikeres alkotása a kettős visszaverődésű kvadráns, amit 1731-ben mutatott be. Thomas Godfrey  Philadelphiában közel ebben az időben hasonló kvadránst alkotott. A műszert a későbbiekben oktánsnak nevezték, mivel az íve a kör kerülete 1/8-adának felelt meg. Ez a szerkezet (amit Hadley fából készített), kiválóan alkalmas volt arra, hogy két égi objektum közötti szöget mérni lehessen vele, akár egy mozgásban lévő hajón is. 1734-ben Hadley vízszintezőt is rögzített az eszközhöz, így az akkor is alkalmazható volt, ha a horizont nem volt látható. Az oktáns szabadalmát 1734-ben jegyezték be. 1757 körül John Campbell módosított rajta, az ívet 60°-ra növelve, így az a szextáns nevet kapta.

## Szakmai sikerek
- 1717-ben a Londoni Királyi Társaság (Royal Society) tagja, majd elnöke

## Külső hivatkozások
- Andrews, A. D. (1993). Cyclopaedia of Telescope Makers Part 2 (G–J). Irish Astronomical Journal 21.
- Andrewes, William J. H. (ed.) (1996). The Quest for Longitude: The Proceedings of the Longitude Symposium. Cambridge, Massachusetts: Collection of Historical and Scientific Instruments, Harvard University.
- Howse, Derek (1997). Greenwich Time and the Longitude. London: Philip Wilson.
- King, H. C. (1955). History of the Telescope. London: Griffin.
- Warner, Deborah Jean (1980). Astronomers, Artisans, and Longitude. In Transport Technology and Social Change: Symposium 1979, edited by Per Sörbom, pp. 131–140. Stockholm: Tekniska Museet.